# Peter Schreiner
Peter Schreiner (ur. 4 maja 1940 w Monachium) – niemiecki historyk wypraw krzyżowych i bizantynolog.

## Życiorys
Jest absolwentem Uniwersytetu Ludwika i Maksymiliana w Monachium pod kierunkiem Hansa-Georga Becka. Stopień doktora zdobył w 1967 roku. W 1969 został zatrudniony w Bibliotece Watykańskiej. Od 1974 roku jest wykładowcą na Wolnym Uniwersytecie Berlińskim. W latach 1979–2005 był profesorem na Uniwersytecie Kolońskim. W latach 1991–2004 był redaktorem pisma „Byzantinische Zeitschrift“. Od 1991 roku jest członkiem korespondentem Austriackiej Akademii Nauk, a od 1993 roku Akademii Nauk w Getyndze. Od 2001 roku jest prezydentem Association Internationale des Etudes Byzantines. 
Jest doktorem honoris causa uniwersytetów w Wielkim Tyrnowie (1992), Belgradzie (2003) i Sofii (2004).

## Wybrane prace
- Studien zu den Brachea chronika, München 1967.
- Chronica Byzantina breviora = Die byzantinischen Kleinchroniken, Corpus Fontium Historiae Byzantinae 12, t. 1-2, Wien 1975–1979. Corpus Fontium Historiae Byzantinae. Series Vindobonensis
- Byzanz 565–1453, Oldenbourg – München 1986
- Stadt und Gesetz – Dorf und Brauch. Versuch einer historischen Volkskunde von Byzanz: Methoden, Quellen, Gegenstände, Beispiele. Vandenhoeck & Ruprecht, Göttingen 2001.
- Konstantinopel. Geschichte und Archäologie (= C. H. Beck Wissen, Band 2364). C. H. Beck, München 2007.